# ふるあめりかに袖はぬらさじ
『ふるあめりかに袖はぬらさじ』（ふるあめりかにそではぬらさじ）は、1970年に婦人公論で発表された有吉佐和子による短篇「亀遊の死」を、有吉が自身で戯曲化したもの。幕末の横浜が舞台の喜劇。初演は1972年の文学座公演、主演・お園は杉村春子が演じた。なお、短篇「亀遊の死」は、別冊文藝春秋第76号（1961年7月）に発表。新潮文庫「三婆」に収録。

## ストーリー
幕末の開港間もない横浜にある遊廓「岩亀楼」。病床にあった花魁の亀遊は恋仲の通訳・藤吉の励ましで快方に向かう。
ある日、薬問屋の大種屋に伴われ岩亀楼に来たアメリカ人イルウスが、大種屋の相手である亀遊を身請したいと言い出す。その交渉を通訳する藤吉は苦悩するが、結局イルウスが亀遊を身請することになる。しかし身請されることにより藤吉との恋が成就しないこと知った亀遊は自殺してしまった。
尊王攘夷派と開国派とが激しく争っていた当時、亀遊の死は異人に買われる事を嫌ったためと瓦版に書かれ、もてはやされた。読み書きできない亀遊の「露をだにいとふ倭（やまと）の女郎花（おみなえし）ふるあめりかに袖はぬらさじ」という辞世まで捏造される。「攘夷女郎」のいた岩亀楼はその話を聞きつけた客で賑わい、亀遊の幼馴染みである芸者のお園は亀遊の自殺の真相を知りながらも「攘夷のヒロイン」の話を客に語る事になり、その話も次第に脚色が重ねられることになる。

## 登場人物
- お園（芸者）
- 亀遊（お園の幼馴染、遊女）
- 藤吉（通訳、亀遊の恋人）
- イルウス（アメリカ人）
- 大種屋（薬問屋の主人）

## 舞台
- 1972年、文学座公演として初演[1]。
- 1988年 歌舞伎として上演。主演・お園役 坂東玉三郎 (5代目)、（ 1988年10月、中日劇場 ）[3]
- 1992年 歌舞伎として再演。主演・お園役 坂東玉三郎 (5代目)、（ 1992年1月、南座 ）
- 1996年 歌舞伎として再演。主演・お園役 坂東玉三郎 (5代目)、（ 1996年7月、セゾン劇場 ）
- 2007年 歌舞伎として再演。主演・お園役 坂東玉三郎 (5代目)、（ 2007年12月、 歌舞伎座）[4]
- 2011年 新派公演として公演。演出 成瀬芳一、主演・お園役 水谷八重子[5]。
- 2012年5月 歌舞伎として再演。主演・お園役 坂東玉三郎 (5代目)、亀遊役 石原舞子（新派）  、藤吉役 松田悟志（ 2012年5月3日 - 5月6日、 御園座  /  2012年5月12日 - 5月27日、南座 ）[6][7]
- 2012年9月 歌舞伎として再演。主演・お園役 坂東玉三郎 (5代目)、亀遊役 檀れい 、藤吉役 松田悟志（ 2012年9月18日 - 10月21日、 赤坂ACTシアター ）[8]
- 2017年 音楽劇として公演。主演・お園役 大地真央、潤色・演出 原田諒（宝塚歌劇団）（2017年7月7日 - 8月6日、明治座 ）[9] [10]
- 2019年 音楽劇として再演。主演・お園役 大地真央（2019年10月18日 - 10月27日、博多座 / 2019年11月3日 - 11月27日、明治座）[11]
- 2022年 歌舞伎・新派合同として公演。主演・お園役 坂東玉三郎 (5代目)、亀遊役 河合雪之丞。喜多村緑郎（2代目）と河合は新派入り後、初の歌舞伎座出演。（ 2022年6月2日 - 6月27日、歌舞伎座）[12][13]
- 2023年9月に大竹しのぶ主演で新橋演舞場で上演。演出は齋藤雅文[14]。